# كوا حمراء الصدر
كوا حمراء الصدر (الاسم العلمي: Coua serriana) (بالإنجليزية: Red-breasted Coua)‏ هي نوع من الطيور يتبع جنس الكوا من الفصيلة الواقواقية.